# 埃刺梳鳞虫
埃刺梳鳞虫（学名：Ehlersileanira incisa）为锡鳞虫科埃刺梳鳞虫属的动物。分布于大西洋北部和南部、墨西哥湾、印度洋西部、菲律宾群岛以及中国南海、东海等海域。

## 亚种
- 黄埃刺梳鳞虫（学名：Ehlersileanira incisa hwanghaiensis），Uschakov et Wu于1962年命名，是中国的特有物种。分布于南海、东海等海域。[2]